# Växjö vattentorn

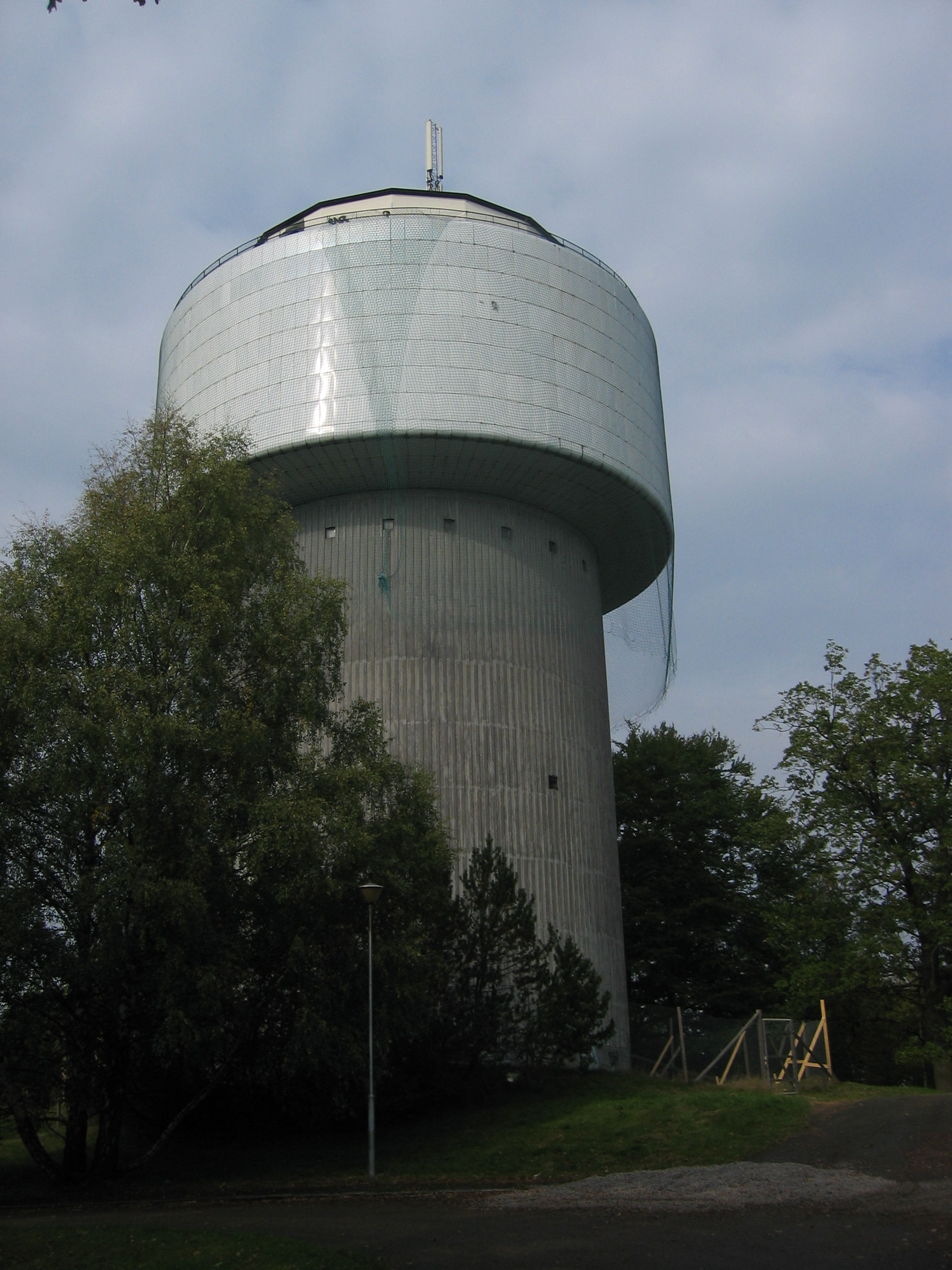
Växjö vattentorn, 2006.

Växjö vattentorn var ett vattentorn på Hovskulle i centrala Växjö. Vattentornet uppfördes 1957 bredvid ett sedermera rivet vattentorn från 1887.
Vattentornet ritades av den danskfödde arkitekten Bent Jörgen Jörgensen. Högst upp i tornet öppnade ett kafé för första gången 1964. På 1970-talet började man istället använda det nya vattentornet på Teleborg i södra Växjö. Kaféet fanns dock kvar till 1991 och hade då drivits av Judith Johansson sedan 1970. Efter tiden som kafé blev tornet övergivet och vandaliserat.
I oktober 2015 revs tornet för att ge plats åt ett nitton våningar högt bostadshus, vilket stod klart år 2018.

## Bilder

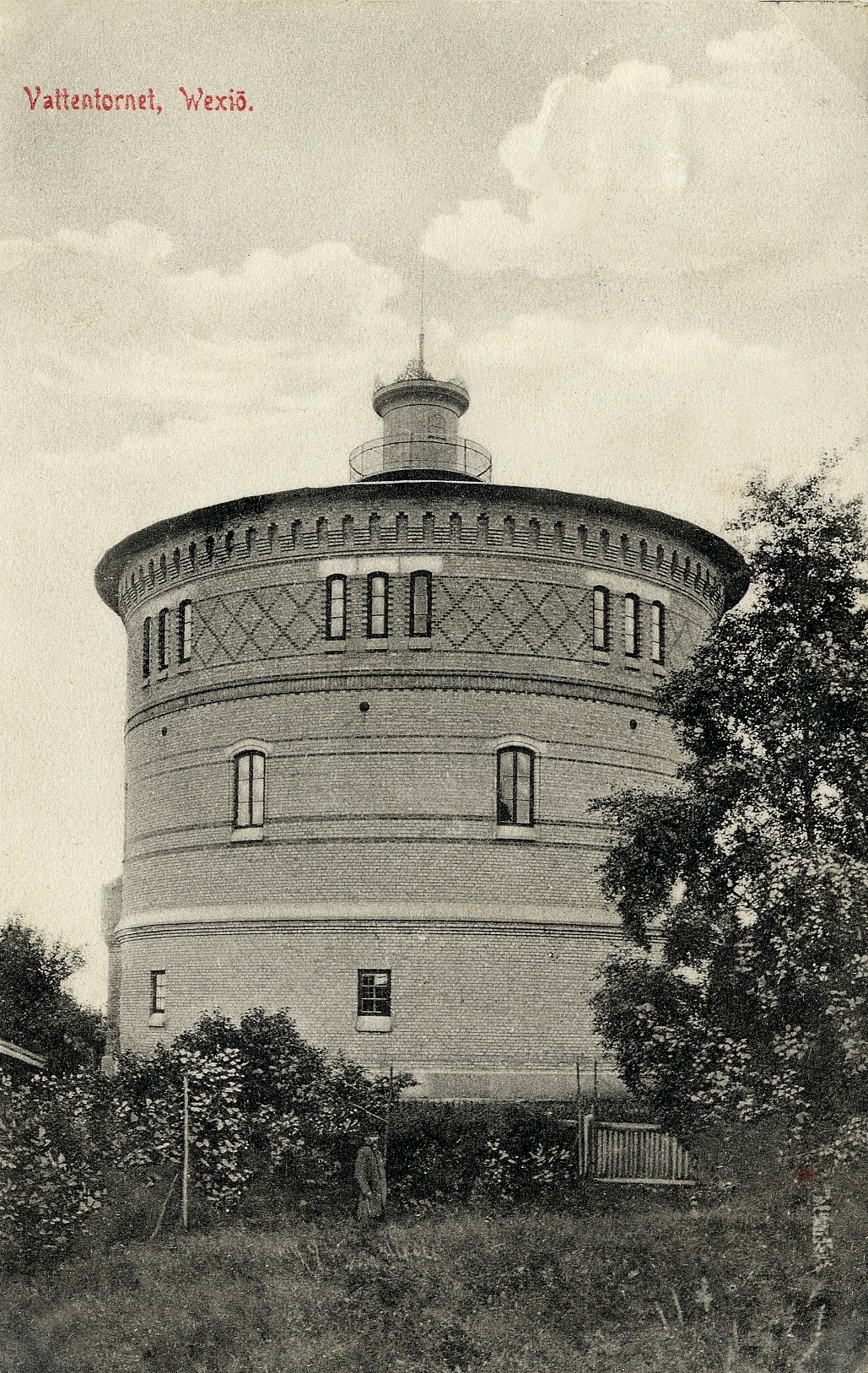
Det ursprungliga vattentornet, 1902.
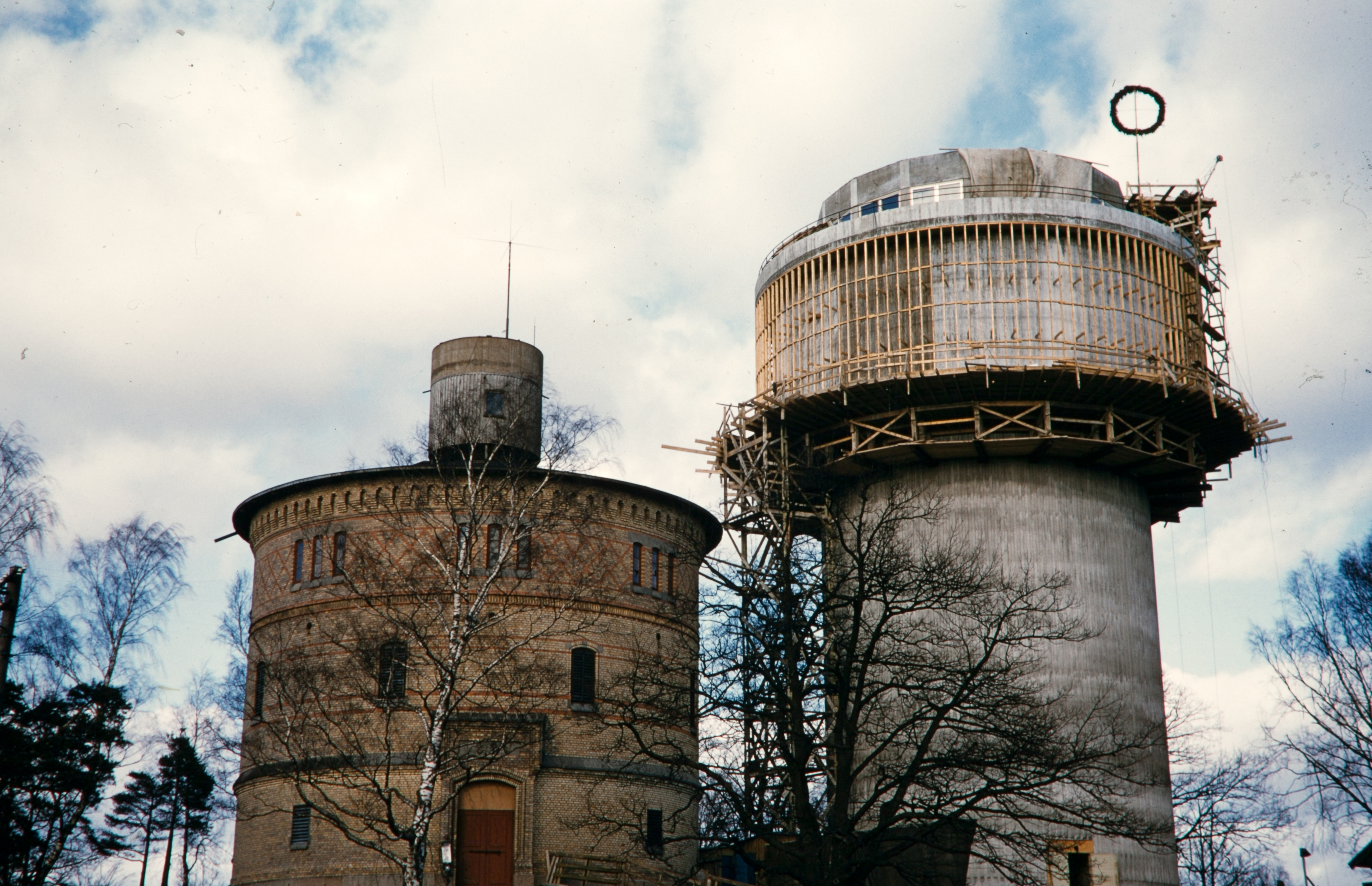
Det nya vattentornet under uppförande, 1956.
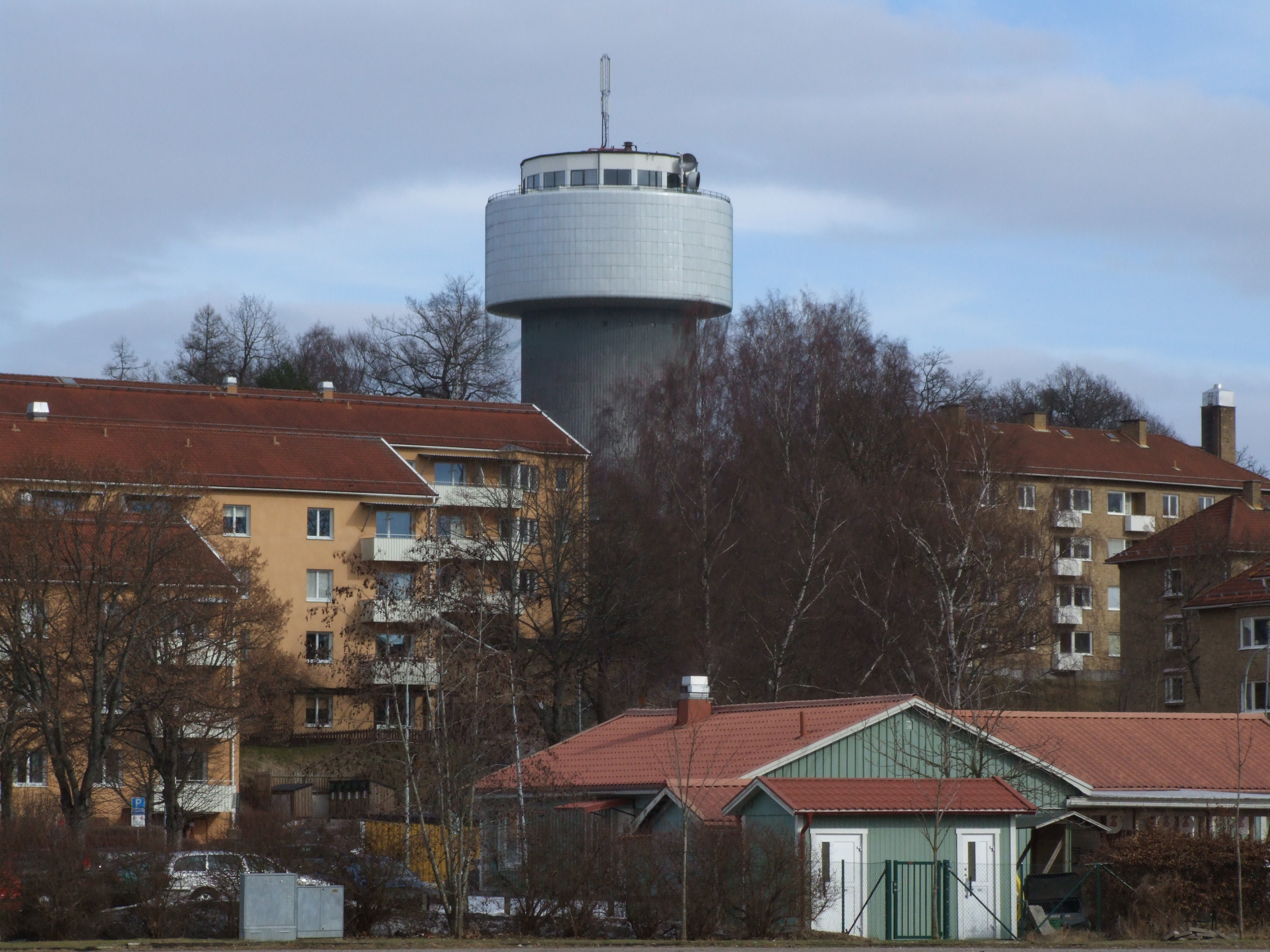
Vattentornet, 2005.
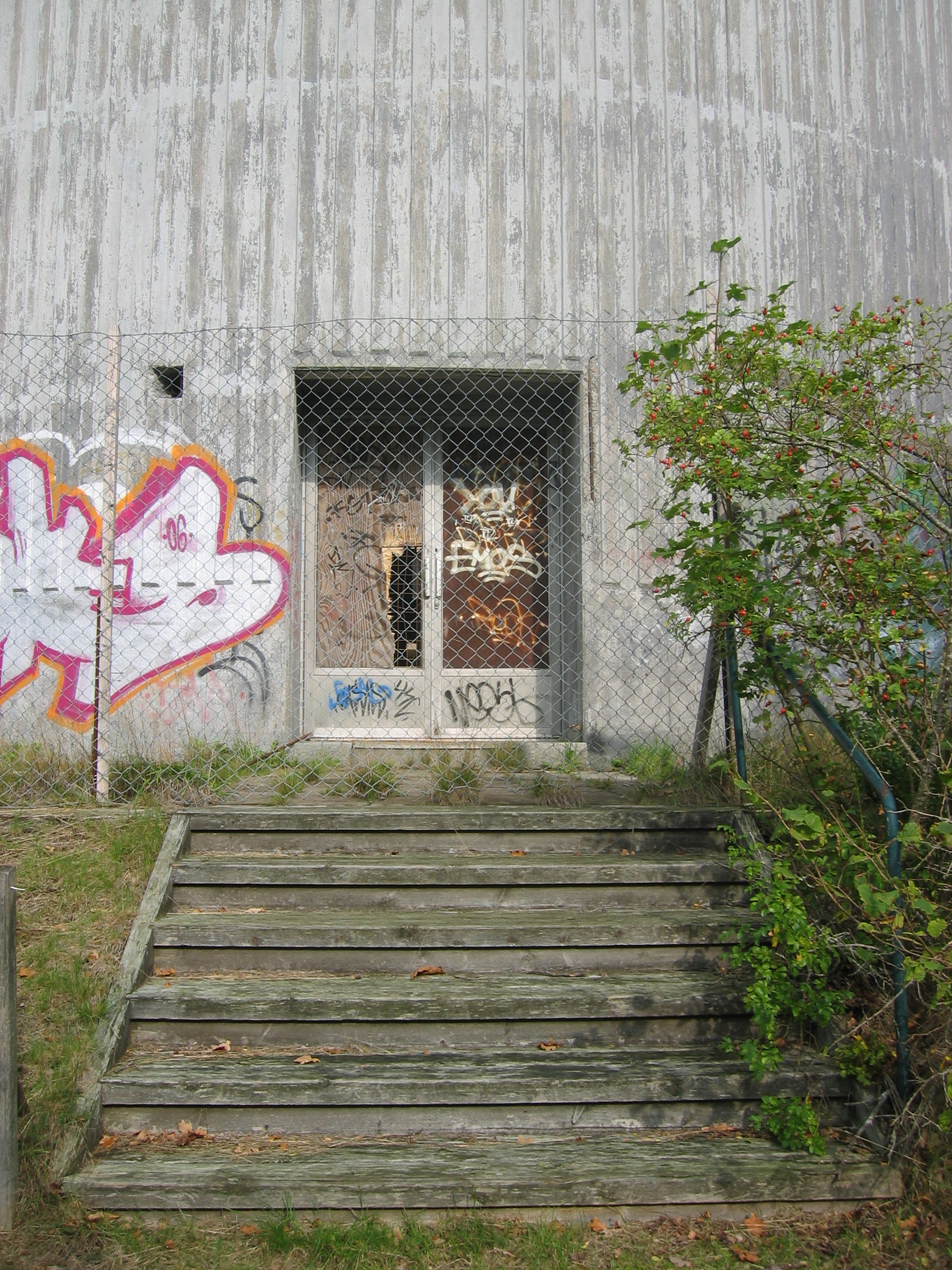
Detalj, 2006.
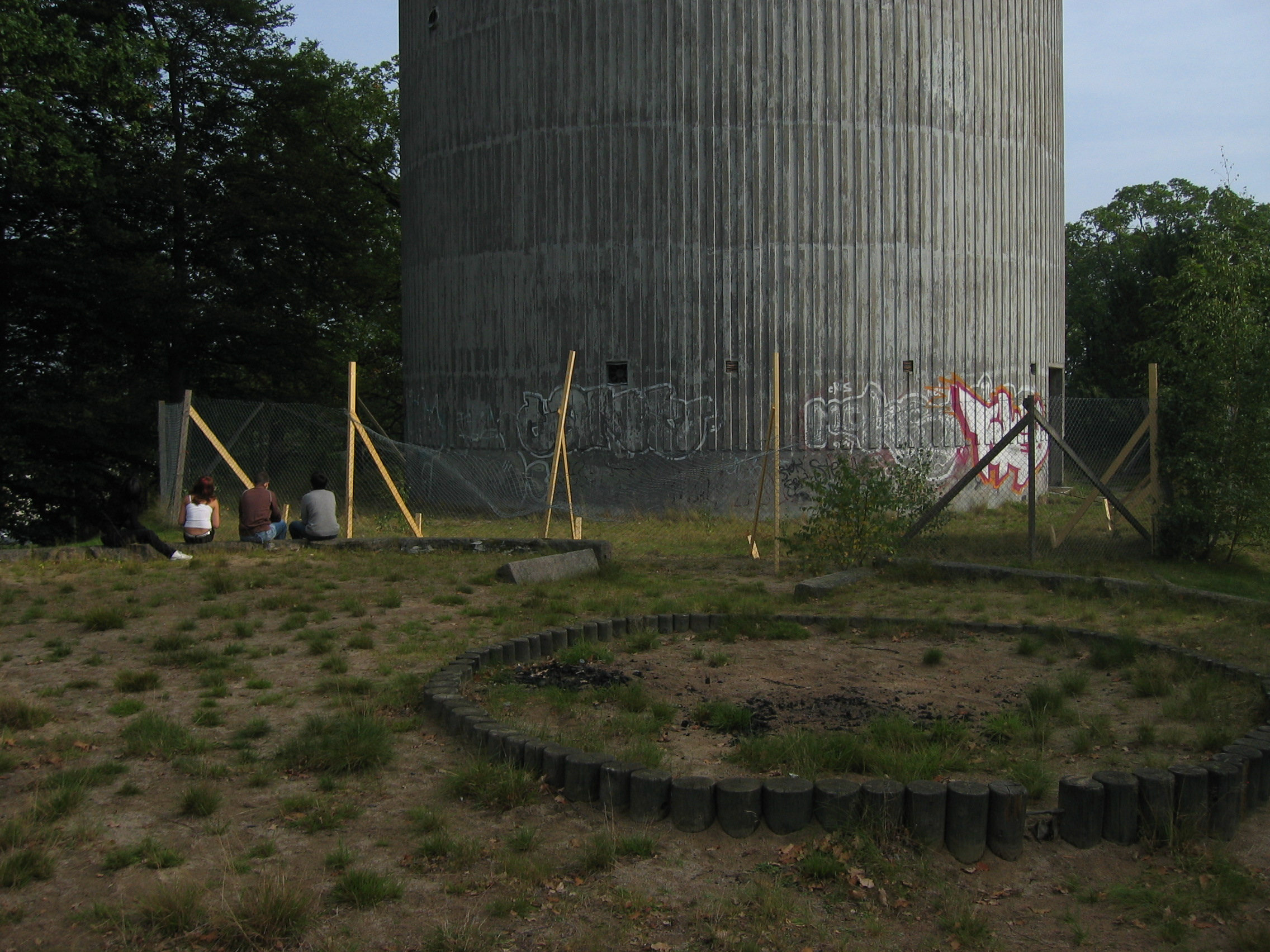
Detalj, 2006.
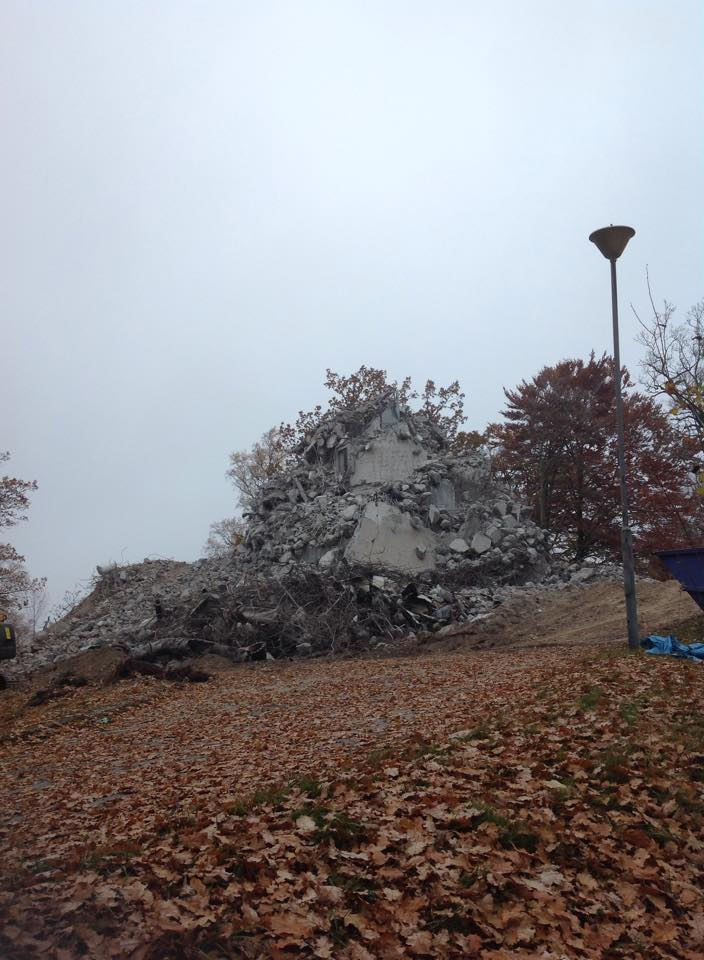
Vattentornet rivet, oktober 2015.
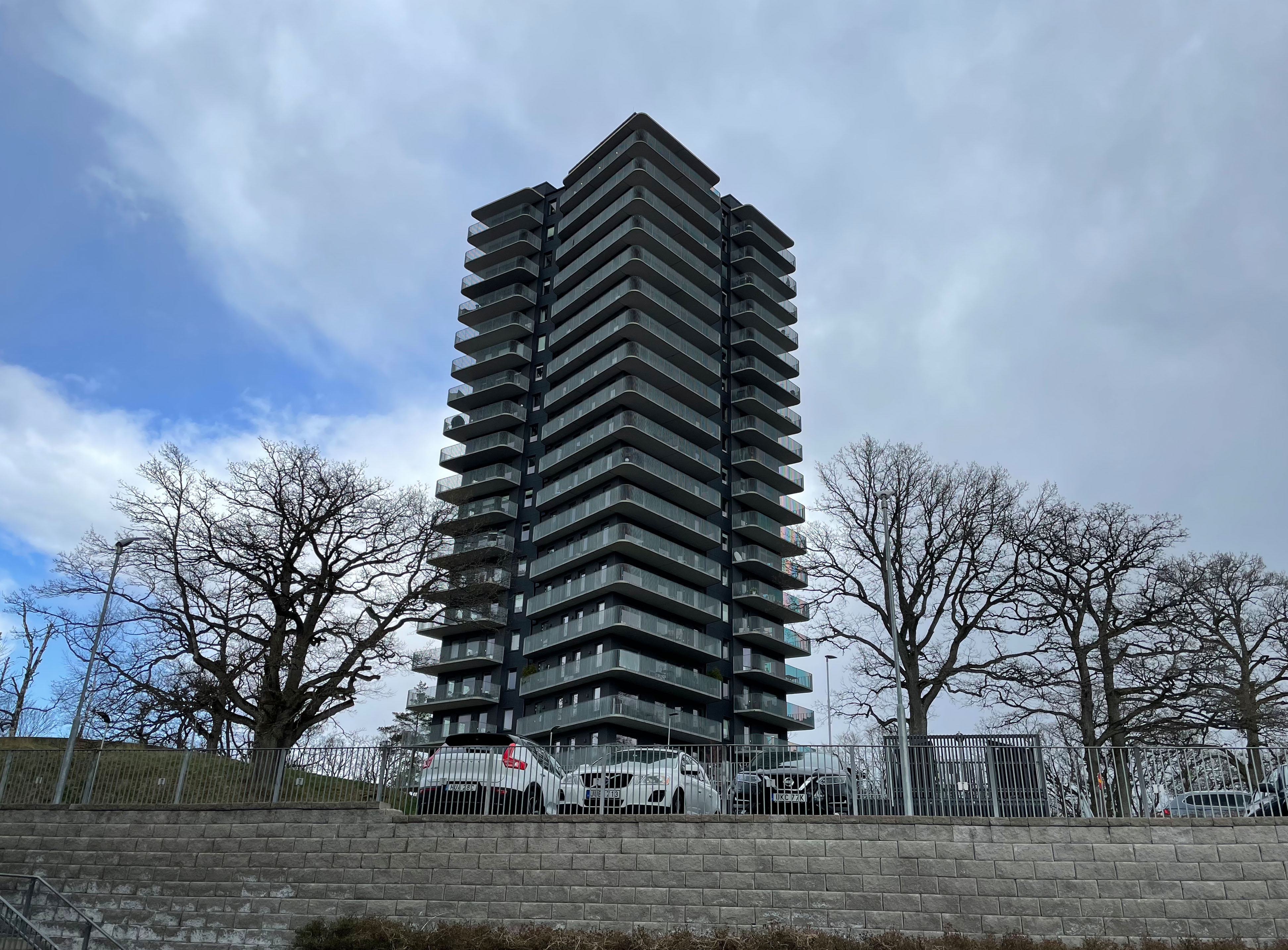
Bostadshuset från 2018, här i april 2023.